# Шумайлово
Шума́йлово (рос. Шумайлово) — присілок у складі Омутнінського району Кіровської області, Росія. Входить до складу Залазнинського сільського поселення.
Населення становить 11 осіб (2010, 23 у 2002).
Національний склад станом на 2002 рік — росіяни 100 %.